# Ledinec
Ledinec falu Horvátországban, Varasd megyében. Közigazgatásilag  Beretinechez  tartozik.

## Fekvése
Varasdtól 8 km-re, községközpontjától Beretinectől 2 km-re délnyugatra fekszik.

## Története
A falunak 1857-ben 166, 1910-ben 317 lakosa volt. 1920-ig Varasd vármegye Varasdi járásához tartozott, majd a Szerb-Horvát Királyság része lett. 2001-ben 102 háza és 410 lakosa volt.

## Külső hivatkozások
- A község hivatalos oldala